# Plobsheim
Plobsheim é uma comuna francesa na região administrativa de Grande Leste, no departamento Baixo Reno. Estende-se por uma área de 16,61 km². Em 2010 a comuna tinha 4 535 habitantes (densidade: 273 hab./km²).